# Stephanie Binding
Stephanie Binding (* 1978 in Aachen) ist eine deutsche Bildhauerin, Grafikerin und Malerin. Sie lebt und arbeitet in Kettenis bei Eupen in Ostbelgien, wo sie sich ein Atelier einrichtet hat, das Teil der „Kunstroute Weser-Göhl“ ist.

## Leben und Wirken
Die Tochter des Aachener Bildhauers Wolfgang Binding und Nichte des Kunsthistorikers Günther Binding begann nach ihrem Abitur im Jahr 1998 zunächst von 1999 bis 2000 an der RWTH Aachen ein Studium der Architektur. Anschließend wechselte sie an die Hochschule für Künste Bremen, wo sie Bildhauerei in der Klasse von Bernd Altenstein studierte, und 2007 mit dem Diplom abschloss. Anschließend belegte sie noch für ein Jahr einen Studienplatz in der Meisterklasse von Altenstein. Zwischenzeitlich ergänzte Binding in den Jahren 2005/2006 mit Hilfe eines Erasmusstipendiums ihre Studienfächer in der Meisterklasse für Grafik und druckgraphische Techniken von Gunter Damisch an der Akademie der Bildenden Künste Wien.
Nach Abschluss ihrer Studiengänge erhielt Binding ab 2008 eine Stelle als Künstlerische Mitarbeiterin am Lehrstuhl für Bildnerische Gestaltung der RWTH Aachen, die seit 2014 aufgrund ihrer Elternzeit ruht. Darüber hinaus gibt sie weiterhin regelmäßig Kurse an der „Akademie für Handwerksdesign Gut Rosenberg der Handwerkskammer Aachen“, an der Bildungseinrichtung Bleiberger Fabrik und am Ramírez-Máro-Institut in Hauset.

## Werke (Auswahl)
Stephanie Bindings Werke gliedern sich hauptsächlich in vier Bereiche: Malerei, Zeichnungen und Aquarelle, Radierungen und Plastiken. Dabei spielen vor allem einzelne Menschen oder kleinere Menschgruppierungen in den verschiedensten Alltagssituationen eine besondere Rolle. Ihre Figuren sind oftmals nur studien- oder porträthaft, meist abstrakt mit einer gewissen Portion an hintergründigem Humor dargestellt und gehen dabei mit Farbe und Kontrast über in eine in zarten Tönen und meist im gleichen Farbspektrum gehaltene Umgebung. Ebenso sind Bindings Stadtlandschaften von eher schemenhafter Andeutung und oftmals von eher dunkler und nachdenklicher Stimmung sowie von ineinanderfließenden Farben und diffusem Licht geprägt.
Ihre Plastiken, ebenfalls vorwiegend Darstellungen von Einzelpersonen, seltener mal zwei bis drei, erinnern im Stil und Aufbau unter anderem an die zahlreichen Tierskulpturen ihres Vaters. Kleinere Accessoires wie Schirme, Koffer, Sitzgelegenheiten oder sonstige Gegenstände sowie manchmal auch Tiere halten sich dezent zurück, geben dennoch der Skulptur eine gewisse Situationsbedeutung.
Mit ihren Kunstobjekten war Binding bisher auf zahlreichen Einzel- und Gemeinschaftsausstellungen in namhaften in- und ausländischen Galerien vertreten, wobei sie bedingt durch ihre Kontakte aus ihrer österreichischen Studienzeit besonders häufig von der Neuhauser Kunstmühle in Salzburg eingeladen wurde.
Einige ihrer Werke fanden Zuspruch für die Gestaltung des öffentlichen Raums und sie stattete bisher das Morgenstern-Museum in Bremerhaven mit einer Figurengruppe, die Kaimauer in Vegesack mit einem Tondo zur Odyssee sowie das Rathaus Köln mit zwei Fassadenfiguren aus, wo bereits ihr Vater 1992 an der Anfertigung von ebenfalls zwei Figuren für den Rathausturm beteiligt war. Zuletzt fertigte Binding für die Stadt Monschau die Skulptur „Pranger“ an, die im Sommer 2019 in der dortigen Laufenstraße aufgestellt wurde.

## Einzelausstellungen (Auswahl)
- 2006: Galerie Incontro, Eitorf
- 2006: „von Wegen“ Modern Art Gallery, Karlsruhe
- 2008: Galerie Heidefeld, Krefeld
- 2009: Interart Galerie Reich, Köln
- 2010: „Menschenbilder“ Kunstverein Osterholz, mit Annegret Kon
- 2011: „Rencontre“, Galerie Gavriel, Bremen mit Annegret Kon
- 2011: Modern Art Gallery, Karlsruhe
- 2011: Wagner Kunstmanagement, Hamburg
- 2013: Kulturverein Badehaus Burscheid
- 2014: Neuhauser Kunstmühle, Salzburg/Österreich
- 2017: „Plastiken Malerei und Radierungen“, Stadtbücherei Alsdorf
- 2018: „Von Städten und Menschen“, Galerie Paqué, Bonn[5]
- 2019: Begleitausstellung zur 42. Marburger Sommerakademie
- 2019: Kanzlei Bürrig.Kanand.Willms, Aachen
- 2022: Gewölbe Osiander, Reutlingen
- 2022: "Binding hoch zwei", Galerie Atelier IS, Wahlhorn/Belgien
- 2023: "Augenblicke", Künstlerbund Tübingen
- 2023: "Grafik, Plastik" Kulturverein Burscheid

## Gruppenausstellungen (Auswahl)
- 2004: „Sove Bronze“ Bremen und Sarajevo/Bosnien und Herzegowina
- 2006: „Officien der Graphik“ Galerie Philipp Maurer, Wien/Österreich
- 2006: Galerie Ossenpol, Berlin
- 2006: „15 Jahre Galerie Incontro“, Eitorf
- 2007: „Kuboshow“, Herne
- 2008: „Vor-Wand“, Galerie Gavriel, Bremen
- 2008: „Kunst Parkt“, BrePark Bremen
- 2008: Stephanie Binding (Grafiken und Zeichnungen) und Wolfgang Binding (Plastiken und Zeichnungen), Galerie Heidefeld & Partner, Krefeld
- 2009: Raiffeisenlandesbank Oberösterreich, Atelier, Linz/Österreich
- 2009: Keitumer Skulpturentage, Sylt
- 2010, 2011, 2012: Art Karlsruhe, Neuhauser Kunstmühle, Salzburg/Österreich
- 2010: „Frühjahrspromenade“ Schloss Merode
- 2010: „Landschaften“ BBK Galerie Aachen
- 2011: „City Art Garden“, Wuppertal
- 2011, 2012: „Amsterdam, Bruxelles und Mailand“, Neuhauser Kunstmühle, Affordable Art Fair (AAF), Salzburg/Österreich
- 2012: „Grenzenlos“, Haus Martfeld, Schwelm
- 2013: „Faszination Kunst“, Abtei Rolduc, Kerkrade/Niederlande
- 2014: KunstTour 2014, 15. Maastricht Art Weekend, Maastricht/Niederlande